# تپه ترن (۱)
تپه ترن (۱) مربوط به دوره ساسانیان است و در شهرستان ایوان، بخش مرکزی، روستای ترن واقع شده و این اثر در تاریخ ۹ اردیبهشت ۱۳۸۲ با شمارهٔ ثبت ۸۴۶۵ به‌عنوان یکی از آثار ملی ایران به ثبت رسیده است.